# 三枚岳
三枚岳（さんまいだけ）は、北海道の幌泉郡えりも町にある標高1,012mの山である。

## 概要
日高山脈の南端部にある豊似岳の南東側に伸びる尾根に位置し、そのまま二枚岳（970.3m）と一枚岳（787m）が連なっており、庶野地域からはこれらの山が一列に並ぶように見える。二枚岳の山頂には三等三角点「三枚岳」が設置されているほか、二枚岳と三枚岳との間には米軍通信所の廃屋がある。
全体的に藪に覆われているため、登山は主に残雪期に行われる。追分峠から町有上歌別牧野を通り、豊似岳の登山口をスルーし途中で一枚岳の南西側の尾根に取り付いて一枚岳を登った後は、尾根伝いに二枚岳・三枚岳へ登るのがメインルートである。三枚岳のみの場合は豊似岳への登山道の途中にあるため無雪期でも登れなくはないが不明瞭箇所が複数あるため注意。